# ریچارد دیکسون
ریچارد دیکسون (انگلیسی: Richard Dixon; ۲۰ نوامبر ۱۸۶۵ – ۱۴ نوامبر ۱۹۴۹) قایقران قایق بادبانی اهل بریتانیا بود.